# Kano
 For alternative betydninger, se Kano (flertydig). (Se også artikler, som begynder med Kano)
En kano er en lille smal båd, som drives frem med padler og er som regel åben foroven. Kanoer bruges i dag også som sportsredskab. Traditionelt blev kanoer brugt af oprindelige folk, til transport, jagt og fiskeri. De tidligste kanoer blev lavet af udhulede træstammer (stammebåde), mens nutidens kanoer typisk er fremstillet af moderne materialer som aluminium, glasfiber eller plast, hvilket gør dem lettere og mere holdbare.